# Église réformée française de Zurich
Pour les articles homonymes, voir église française réformée.
L'église réformée française de Zurich (ERFZH) (en allemand : Die evangelisch-reformierte Französische Kirche in Zürich), est une église protestante de langue française situé Schanzengasse 25 dans le quartier de Hochschulen, dans le centre historique de Zurich. La paroisse a été fondée en 1685 par des réfugiés Huguenots. La paroisse est membre de l'Église évangélique réformée de Suisse.

## Histoire
Après plusieurs années de persécutions contre les protestants — les dragonnades — Louis XIV révoque le 18 octobre 1685 l'édit de Nantes par l'édit de Fontainebleau. Plus de 30 000 protestants français, de confession réformée (calviniste) et surnommés Huguenots, prennent le chemin de l'exil et forment une diaspora, principalement aux Pays-Bas, en Angleterre, en Allemagne et en Suisse, appelé « le Grand Refuge ».
De septembre 1685 à la fin de l’année, Zurich voit arriver 1800 réfugiés huguenots. Jusqu'à la fin de 1688, on compte 23 345 réfugiés huguenots, qui séjournèrent plus ou moins longtemps dans une ville de 10 000 habitants,. Zurich est alors identifié comme une grande ville de la Réforme protestante, marquée par l'action du théologien Ulrich Zwingli (1484-1531).
Le 12 septembre 1685, le pasteur Paul Reboulet, émigré du Vivarais (Ardèche), est nommé officiellement pasteur de la communauté française de Zurich. Le premier culte a lieu le 14 octobre à l'église de Fraumünster, à la suite du culte en allemand.
Le 6 janvier 1898, l'Association pour le culte évangélique français, avec le pasteur Secretan, achète un terrain pour élever un nouveau temple. L'architecte est Benjamin Recordon. L'édifice est achevé le 31 janvier 1902.
L’Église est aujourd'hui une communauté francophone multiculturelle, rassemblant Romands, Français, ressortissants de pays africains francophones ou des Antilles ainsi que des Suisses alémaniques francophiles,. Elle anime également l'église de Winterthour, à 25 km à l'est de Zurich.

## Architecture
Le bâtiment est à plan carré, avec un rez-de-chaussée en granit foncé du Tessin, les chaînes d'angle, corniches, frontons ajourés, croix et pinacles en granit clair d'Uri, les encadrements de fenêtres et les rosaces en grès frotté de Bolligen, le porche et les escaliers extérieurs en granit clair d'Uri.
Le porche est surmonté d'une Ancre. Dans la boiserie du tympan est représenté l'épisode de Jésus et la Samaritaine, avec la mention « St. Jean IV, 5-30. »
L'intérieur est marqué par de grandes tribunes latérales soutenues par des colonnes, comme au temple de Charenton détruit en 1685, avec une chaire dans l'axe. Le plafond est formé par la charpente apparente. Les vitraux sont non-figuratifs, avec des bordures géométriques évoquant des fleurs. Une rosace à huit pétales éclaire le chevet de l'église.